# Tấn công phòng không
Tấn công phòng không, tấn công phòng ngừa hàng không, hay tấn công phủ đầu hàng không (tiếng Anh: Offensive counter air) là thuật ngữ quân sự đề cập tấn công chủ động vào không quân của kẻ thù, chủ yếu thông qua các cuộc tấn công mặt đất nhắm vào các căn cứ không quân của đối phương: vô hiệu hóa hoặc phá hủy máy bay đang đỗ, đường băng, kho chứa nhiên liệu, nhà chứa máy bay, cơ sở kiểm soát không lưu và cơ sở hạ tầng không quân khác. Các loại đạn pháo mặt đất thông thường giá rẻ hơn các loại tên lửa không đối không, và việc sử dụng đạn pháo mặt đất có thể phá hủy hoặc vô hiệu hóa nhiều máy bay hơn trong một thời gian rất ngắn so với máy bay đang bay. Máy bay của kẻ thù đã cất cánh là một mối đe dọa vì vậy phá hủy chúng trước khi chúng có thể cất cánh giảm thiểu rủi ro cho máy bay quân nhà.
Các hoạt động không đối không do máy bay chiến đấu thực hiện với mục tiêu dọn sạch mối đe dọa không phận các máy bay chiến đấu của kẻ thù được gọi là tuần tra không quân cũng có thể làm nhiệm vụ tấn công phòng không, nhưng chúng được coi là cách thức tương đối chậm và tốn kém để đạt được mục tiêu cuối cùng là nắm ưu thế trên không. Thuật ngữ ngược lại là Phòng không đối không, chủ yếu đề cập đến việc bảo vệ lãnh thổ, người và/hoặc cơ sở vật chất chống lại sự xâm nhập của máy bay địch, thường là kết hợp giữa tên lửa đất đối không và pháo phòng không nhưng cũng bao gồm các cuộc tuần tra phòng không chiến đấu.